# Балюк Святослав Антонович
Балюк Святослав Антонович (27 серпня 1946) — вчений у галузі сільськогосподарських і біологічних наук, сільськогосподарських меліорацій, доктор сільськогосподарських наук, професор, академік НААН.

### Біографічні відомості
Народився 27 серпня 1946 р. на ст. Віледь Вілегодського району Архангельської області (Росія) в сім’ї службовців.З 1963 по 1967 році здобував освіту у Харківському технікумі земельного будівництва.
У 1973 р. закінчив Харківський сільськогосподарський ін.титут ім. В. В. Докучаєва (заочно) за фахом агрохімія і ґрунтознавство.
Із серпня 1967 р. С. А. Балюк працює в Інституті ґрунтознавства та агрохімії імені О. Н. Соколовського: лаборант (1968–1973 рр.); інженер (1973–1975 рр.); старший інженер-грунтознавець (1975–1978 рр.); молодший науковий співробітник (1978–1983 рр.); старший науковий співробітник (1983–1990 рр.); провідний науковий співробітник (1990–1991 рр.); завідувач лабораторії (1991–2000 рр.); заступник директора (2000–2008 рр.). Розпочавши трудову діяльність на посаді лаборанта, він з 1991 р. — завідувач лабораторії родючості зрошуваних і солонцевих ґрунтів, а з 2000 р. — заступник директора зі стандартизації та метрології, з 2003 заступник директора з наукової роботи, а у 2008 р. Балюк С. А. очолив колектив Національного наукового центру «Інститут ґрунтознавства та агрохімії імені О. Н. Соколовського».
Балюк С. А. у 1979 р. захистив кандидатську дисертацію на тему: «Водно-сольовий режим темно-каштанових солонцюватих ґрунтів Північно- Кримського зрошуваного масиву на фоні горизонтального дренажу» за спеціальністю агроґрунтознавство і агрофізика. У 1996 р. — захистив докторську дисертацію на тему: «3рошувані чорноземи Лісостепу i Північного Степу України: оцінка степу, охорона i підвищення родючості» за тією ж спеціальністю. У 1999 р. його було обрано членом-кореспондентом УААН. Учене звання професора присвоєно у 2002 р. У 2007 р. Балюка С. А. обрано академіком НААН.

### Наукова діяльність
Основні напрями наукової діяльності пов'язані з вивченням еволюції ґрунтів при зрошенні, агроекологічним моніторингом, охороною, окультурюванням та управлінням родючістю ґрунтів, екологічним нормуванням антропогенного навантаження та ґрунтовий покрив, стандартизацією та метрологією в галузі ґрунтознавства, агрохімії та охорони ґрунтів.
У 1979 р. Святослав Антонович захистив кандидатську дисертацію на тему: «Водно-сольовий режим темно-каштанових солонцюватих ґрунтів Північно-Кримського зрошуваного масиву на фоні горизонтального дренажу», а в 1996 р. – докторську на тему: «Зрошувані чорноземи Лісостепу і Північного Степу України: оцінка стану, охорона і підвищення родючості». Учене звання старшого наукового співробітника йому було присвоєно в 1990 р. Визнанням творчого авторитету Балюка С.А. стало його обрання НААН України у 1999 р. членом-кореспондентом, а у 2007 р. – академіком. Він є провідним ученим у галузі меліоративного ґрунтознавства, агроекології зрошених і солонцевих земель, охорони та родючості ґрунтів, стандартизації і сертифікації земель. Його наукові інтереси: сучасні природні та антропогенні процеси еволюції ґрунтів при зрошенні, агроекологічний моніторинг меліоративних земель, охорона і родючість ґрунтів, екологічне нормування антропогенних навантажень на ґрунтовий покрив, стандартизація і метрологія в галузі ґрунтознавства, агрохімії та охорони ґрунтів, сертифікація земель (ґрунтів) сільськогосподарського призначення. Основні положення наукової діяльності Балюка С. А. опубліковано у 350-ти наукових працях, у тому числі 10-ти книгах, 10-ти патентах. Учений створив свою наукову школу з питань меліоративного ґрунтознавства, агроекології і меліорації земель, охорони та родючості зрошувальних і солонцевих ґрунтів. Під його керівництвом підготовлено і захищено п’ять кандидатських і одну докторську дисертації. 
Балюк С.А. є фундатором нового наукового напряму — еколого-агромеліоративного ґрунтознавства, на основі встановлених закономірних зв'язків між властивостями ґрунту, складом та якістю поливних вод та меліоративним станом земель. Ним було розроблено і введено в дію комплекс нормативних документів щодо організації і ведення еколого-меліоративного моніторингу, одержано узагальнену оцінку агроекологічіного стану зрошуваних земель.
Основні напрями науково-організаційної роботи: голова вченої ради в Національного наукового центру «Інститут ґрунтознавства та агрохімії імені О. Н. Соколовського» та спеціалізованої ради Д 64.354.01, член спеціалізованої вченої ради при НААН та науково-технічної ради Держводагентства України, генеральний секретар Українського товариства ґрунтознавців та агрохіміків, голова Технічного комітету стандартизацй ТК 142 «Ґрунтознавство», член Міжнародної комісії з іригації і дренажу, член консультативної' ради при голові Держводагентства з питань перспективи розвитку водогосподарсько- меліоративного комплексу України. Відповідальний редактор журналу «Агрохімія i ґрунтознавство»; член редколегій журналів «Вісник аграрної науки», «Вісник ХНАУ», «Меліорація та водне господарство» i «Ґрунтознавство». Академік С. А. Балюк бере активну участь у підготовці й формуванні спеціалістів та магістрів вищих навчальних закладів, є завідувачем кафедри екологічного факультету Харківського національного університету імені В. М. Каразіна, викладає курс охорона ґрунтів. За його участю підготовлено понад 100 дипломних робіт студентами Національного аграрного університету імені В. В. Докучаева i Харківського національного університету імені В. М. Каразіна.
Учений започаткував свою наукову школу з питань еколого-агромеліоративного ґрунтознавства, агроекології, охорони та родючості зрошуваних i солонцевих земель, екологічного нормування — підготовлено 7 кандидатів i 1 доктор наук.
Членом-кореспондентом НААН обрано у 1999 р., академіком НААН — у 2007 р. 

## Почесні звання та нагороди
Лауреат Премії НААН "За видатні досягнення в аграрній науці (2004).
- Почесна грамота Кабінету Міністрів України (2006).
- Почесна відзнака УААН (2006).
- Почесна відзнака Держводгоспу України (2006).
- Знак Пошани Міністерства аграрної політики України (2006).
- Почесна відзнака «За заслуги» Держспоживстандарту України (2006).
- Почесна відзнака Харківської обласної ради «Слобожанська слава» (2010).
- Ювілейна медаль «Двадцять років незалежності України» (2011).

### Публікації
Балюком опубліковано понад 600 наукових праць, у тому числі понад 100 книг, монографій, підручників та рекомендацій, 17 авторських свідоцтв та винаходів, 93 нормативних документів.
Результати наукових досліджень С. А. Балюка знайшли широке впровадження у системі Міністерства аграрної політики та продовольства України, Державного агентства з водних ресурсів України, Міністерства екології та природних ресурсів України, Держспоживстандарту України тощо.

## Джерело
Біографічний довідник «Національна академія аграрних наук України. Персональний склад 1990—2011»